# Francisco Olazar
Francisco Olazar (Quilmes, 10 luglio 1885 – Buenos Aires, 21 settembre 1958) è stato un allenatore di calcio e calciatore argentino, di ruolo difensore.

## Palmarès

### Giocatore

#### Competizioni nazionali
- Campionato argentino: 8

Racing Club: 1913, 1914, 1915, 1916, 1917, 1918, 1919, 1921
- Copa de Honor Municipalidad de Buenos Aires: 4

Racing CLub: 1912, 1913, 1915, 1917
- Copa Ibarguren: 5

Racing Club: 1913, 1914, 1916, 1917, 1918

#### Competizioni internazionali
- Copa Ricardo Aldao: 2

Racing Club: 1917, 1918
- Copa de Honor Cousenier: 1

Racing Club: 1913